# Santa Fe (Colón)
Pour les articles homonymes, voir Santa Fe.
Santa Fe est une municipalité du Honduras, située dans le département de Colón.
La municipalité de Santa Fe comprend 3 villages et 9 hameaux. Elle est fondée en 1881.

## Crédit d'auteurs
- (en)/(es) Cet article est partiellement ou en totalité issu des articles intitulés en anglais « Santa Fe, Colón » (voir la liste des auteurs) et en espagnol « Santa Fe (Honduras) » (voir la liste des auteurs).